# Utväg Skaraborg
Utväg Skaraborg är en svensk myndighetssamverkan som, i form av frivilliga enskilda samtal och gruppverksamhet, arbetar mot våld i nära relationer. Det kan handla om personer som är eller har varit utsatta för våld, utövar/har utövat våld eller barn och unga som upplever eller har upplevt våld.
Verksamheten har omnämnts bland annat i P1-morgon och Tendens i Sveriges Radio 2017.

## Verksamhet och upptagningsområde
Verksamheten har funnits sedan 1996 och huvudmannaskapet ligger i Skövde kommun sedan 2012. Hälften av de som deltar är våldsfria efter ett års samtalskontakt och den andra hälften hade fortsatta problem med lindrigt psykiskt våld. De som deltar i gruppverksamheten går i regel i ett och ett halvt år.
De myndigheter och organisationer som samverkar är:
- Hälso- och sjukvården
- Socialtjänsten
- Polisen
- Kriminalvården
- Åklagarmyndigheten
- kvinnojourer, brottsofferjourer, RFSL Skaraborg med flera

De kommuner som deltar är Skövde kommun, Skara kommun, Vara kommun, Lidköpings kommun, Gullspångs kommun, Grästorps kommun, Karlsborgs kommun, Hjo kommun, Tibro kommun, Tidaholms kommun, Töreboda kommun, Falköpings kommun, Essunga kommun, Götene kommun och Mariestads kommun.
Sedan 2001 har Utväg Södra Älvsborg haft Södra- och Mitten Älvsborg som upptagningsområde: Alingsås, Bollebygd, Borås, Herrljunga, Lerum, Mark, Svenljunga, Tranemo, Ulricehamn och Vårgårda.

## Liknande verksamheter
Under 1980-talet startade de första insatserna och programmen riktade till våldsutövande män. I USA startade programmet EMERGE i Boston, och i Duluth startade DAIP. I Norge startade Alternativ til vold (ATV) i Oslo.
Det politiska stödet för ATV var stort redan år 2005. Genomsnittsbehandlingen är ett år i enskilda samtal eller två år i gruppterapi. I den första fasen kartläggs våldet konkret, vilket i sig själv reducerar det fysiska våldet dramatiskt eller försvinner helt. Norges justitieminister menade att det inte fanns en motsättning mellan att straffrättsligt reagera skarpt mot män som slår och att erbjuda vård.
I Sverige startade ett kriscentrum för män i Göteborg 1987 i kommunal regi, och ett i Stockholm 1988 som en frivilligorganisation. De fokuserade inte enbart på våldsutövande män men arbetet mot våld blev tidigt en central fråga. Insatser fokuserade på våldsutövande män startade 1994 som Frideborg i Norrköping samt 1996 som Utväg Skaraborg, båda i samarbete med Kriminalvården. Efter millennieskiftet, när Kriminalvården beslutade att begränsa sitt arbete till enbart dömda män, utvecklades fler verksamheter för de som frivilligt sökte hjälp.
Utväg Göteborg har verksamhet i Göteborg.